# ایوار تالو
ایوار تالو (استونیایی: Ivar Tallo؛ زادهٔ ۵ مهٔ ۱۹۶۴) دانشمند سیاسی، سیاستمدار و نماینده سابق مجلس اهل استونی است.